# ジョン・パチェコ
ジョン・パチェコ・ドサガラート（Jon Pacheco Dozagarat、2001年1月8日 - ）は、スペイン・ナバーラ州エリソンド出身のサッカー選手。ラ・リーガ・レアル・ソシエダ所属。ポジションはDF。

## クラブ経歴
ナバーラ州のエリソンドに生まれ、2013年に当時12歳でレアル・ソシエダのカンテラに加入した。2018-19シーズンにCチームとBチームで初出場すると、2019年8月30日にはクラブとの契約を2025年まで延長した。
2019年6月23日、ラ・リーガのヘタフェCF戦でトップチームデビューを果たしたが、試合には1-2で敗れた。2021-22シーズン開幕前、レアル・ソシエダのディレクターであるロベルト・オラべにより、トップチーム昇格が発表された。

## タイトル

### 代表
U-23スペイン代表
- パリオリンピック金メダル: 2024